# Wladimir Lukianowitsch von Zabotin
Wladimir Lukianowitsch von Zabotin (russisch Владимир Лукьянович Заботин; * 7. Julijul. / 19. Juli 1884greg. in Buschinka-Niemirowskaja, Gouvernement Podolien, Russisches Kaiserreich; † 23. November 1967 in Karlsruhe) war ein ukrainisch-deutscher Maler.

## Leben
Wladimir von Zabotin stammte aus der Ukraine, er war ein Sohn adliger Grundbesitzer. Sein Vater, Baron Lukian Alexejwitsch Zabotin (1852–1919), war ein zum erklärten Pazifisten gewandelter ehemaliger Kosakenoffizier, seine Mutter Maria Łukaszewicz (1863–1942) stammte aus polnischem Adel und hatte vor ihrer Ehe in Westeuropa studiert.
Als Sohn begüterter Eltern besuchte er ein Internat in Kiew, wo er 1902 das Abitur machte. Anschließend studierte er Bauingenieurwesen am Polytechnischen Institut und an der Staatlichen Kunsthochschule in Kiew, wo unter anderem Nikolai Korniliewitsch Pimonenko lehrte. Zu den Studenten gehörte auch Alexander Archipenko. Nach der Schließung der russischen Hochschulen aufgrund der Unruhen 1905 emigrierte er nach Deutschland, da er als am Blutsonntag Beteiligter Repressalien fürchtete. Er ließ sich in Karlsruhe nieder, wo er seit 1906 zuerst an der Technischen Hochschule bei Billing und Laeuger Architektur studierte. 1908/1909 brach er ein Architekturstudium ab und trat in die Kunstakademie ein. 1910 bekam seine Geliebte, die Schweizer Sängerin Rösli Weidmann, die Tochter Halina. 1913/1914 war er Meisterschüler von Wilhelm Trübner.
Der Ausbruch des Ersten Weltkriegs führte zu seiner Internierung in Donaueschingen, auf Fürsprache von Trübner wurde er entlassen und ließ sich in Karlsruhe als freischaffender Künstler nieder.
1919 war er Mitbegründer der Gruppe Rih. Carl Zuckmayer schreibt in Als wär’s ein Stück von mir: „Das komfortabelste Atelier besaß Wladimir Zabotin, ein eingedeutschter Russe von generöser Gastlichkeit, man bekam dort Wodka, was die Besichtigung seiner Bilder erleichterte, und konnte zur Not auch auf einem Diwan übernachten. Mimi, unsere badische Aspasia, bekam Wutanfälle, wenn er sie mit einem Auge am Nabel und dem anderen auf der Nase gemalt hatte. […] Am ganzen Kopf kurzgeschoren, hatte er sich eine einzige Haarsträhne so lang wachsen lassen, dass sie ihm wie ein Wedel auf die Schulter herabhing, und da er sie auch zum Pinselauswaschen benutzte, schillerte sie in den Farben exotischer Tropenvögel.“
1920 löste sich die Gruppe Rih auf, Zabotin war Mitglied der Darmstädter und der Badischen Secession, Museen kauften seine Werke, er nahm an zahlreichen Ausstellungen teil. 1928 heiratete er die Freiburger Bildhauerin Heide Rosin, sein Sohn Kostia wurde geboren.
1921 wurde Wolhynien zwischen Polen (westlicher Teil) und der sowjetischen Ukraine (Osten) geteilt. Die Woiwodschaft Wolhynien wird wiedererrichtet, sein Heimatort wurde polnisch.
1934 wurde Zabotin durch die Nationalsozialisten mit Ausstellungs- und Verkaufsverbot belegt, und 1937 wurden in der Nazi-Aktion „Entartete Kunst“ nachweislich fünf seiner Werke aus der Städtischen Sammlung Freiburg im Breisgau (Augustinermuseum), der Staatlichen Kunsthalle Karlsruhe und der Städtischen Kunsthalle Mannheim beschlagnahmt.
1938 erhielt der seit dem Ende des Ersten Weltkriegs staatenlose einen polnischen Pass. Er folgte der Aufforderung, sein Erbe, ein in Wolhynien gelegenes Landgut, anzutreten. Ein halbes Jahr verbrachte Zabotin bei seinem Bruder in Horamuwka, das seit 1921 wieder zur polnischen Ukraine gehört hatte. Mit dem Kriegsausbruch am 1. September 1939 musste Zabotin als polnischer Staatsbürger Deutschland innerhalb von Stunden verlassen, mit 10 RM in der Tasche floh er über die Schweiz nach Italien, wo sich bereits seit 1935 in Florenz seine als Jüdin verfolgte Frau und sein Sohn befunden hatten. Sein Werk blieb im Atelier zurück.
Durch den Hitler-Stalin-Pakt wurde Wolhynien im September 1939 erneut sowjetisch, das Erbe ist verloren.
Durch den Kriegseintritt Italiens im Juni 1940 wurde die Familie in Italien an getrennten Orten in Gefängnissen arretiert, später erfolgte die gemeinsame Internierung in einem Konzentrationslager in Kalabrien. Im Sommer 1943 wurde das KZ von kanadischen Truppen befreit, die Familie kam in ein Flüchtlingslager der Alliierten. 1944 wurde ihr die Emigration in die USA erlaubt, wo sie August 1944 allerdings in dem ehemaligen Armeecamp Fort Ontario bei Oswego (New York) erneut kaserniert wurden und unter deprimierenden Umständen leben mussten. Im Dezember 1945 erhielten sie durch die Truman-Direktive die amerikanische Staatsbürgerschaft. 1946 ging Zapotin mit seiner Familie nach New York City, wo er mit über 60 Lebensjahren vor einem völligen Neubeginn stand.
1948 starb seine Frau Heide. Zabotin, der in den USA nicht Fuß fassen konnte und sich auch nicht heimisch fühlte, kehrte 1956 in seine Wahlheimat Karlsruhe zurück.

## 1937 als „entartet“ aus öffentlichen Sammlungen nachweislich beschlagnahmte Werke
- Landschaft mit Kanal (Tafelbild; zerstört)
- Mädchenbildnis (Tafelbild, Öl, 72 × 109 cm; Verbleib bisher ungeklärt)
- Drei stehende Frauenakte (Aquarell; Verbleib bisher ungeklärt)
- Zwei Mädchen (Lithografie, 38 × 46 cm, 1921; Verbleib bisher ungeklärt)
- Traum (Lithografie, 37,1 × 52,8 cm; Verbleib bisher ungeklärt)